# Deltote variicolor
Deltote variicolor is een vlinder van de familie van de uilen (Noctuidae). De wetenschappelijke naam van deze soort is voor het eerst voorgesteld als Lithacodia variicolor door Ferdinand Le Cerf in een publicatie uit 1922.
De soort komt voor in Kenia.